# Dinastia Romànov

Escut de l'imperi Rus i dels Romànov.

La dinastia Romànov (rus: Рома́нов), fou una dinastia russa establerta a Moscou des del segle xvii, que va accedir al tron del Tsarat Rus l'any 1613 amb la coronació de Miquel I, fill del patriarca Fiódor Nikítitx Romànov (cosí de Teodor I de Rússia). La casa Romànov va regir el país fins a la Revolució de Febrer de 1917 que va obligar el tsar Nicolau II a abdicar. Pocs anys abans, el 1913, es va celebrar a tot l'Imperi Rus la commemoració del tricentenari de la dinastia Romànov al front del país.
Els esdeveniments més significatius que va haver d'afrontar aquesta dinastia al capdavant de l'estat van ser aquests: 
- La Guerra russopolonesa (1654-1667), conduïda pel tsar Aleix I, i que van dur Rússia a guanyar territoris a Confederació de Polònia i Lituània i a guanyar-hi terreny d'influència.
- La Gran Guerra del Nord, iniciada per Pere I el Gran amb l'objectiu d'obrir-se un pas al mar Bàltic.
- La Guerra russoturca (1735-1739), amb victòria russa. Es va donar per acabada amb el Tractat de Belgrad segons el qual Rússia aconseguia una sortida a la mar Negra.
- La Guerra russoturca (1787-1792), amb Caterina la Gran al capdavant i l'ajuda del Sacre Imperi, es va aconseguir la victòria i es va annexionar Crimea.
- Invasió francesa de Rússia l'any 1812 per part de Napoleó. Rússia, com a part de la Sisena Coalició estava en guerra amb França, la qual es va atrevir a envair el país. La invasió, però, va acabar amb una decisiva victòria russa. És recordada com una de les guerres més sagnants.
- Guerra de Crimea els anys 1853-1856. Va concloure amb la derrota russa contra l'Imperi Otomà i una coalició de francesos, anglesos i  sards i piemontesos amb la signatura del Tractat de París el 1856. Va comportar la pèrdua de territoris a la desembocadura del Danubi i la influència sobre els Balcans.
- La Guerra russojaponesa entre els anys 1904 i 1905. Va acabar amb el Tractat de Portsmouth, que va significar la cessió de la meitat sud de l'illa de Sakhalín al Japó, i la pèrdua d'influència a l'orient.
- La Revolució russa de 1905, que comença després del Diumenge Sagnant i s'estén per tot l'Imperi. Aquests fets van acabar amb concessions del tsar Nicolau II en temes econòmics i socials.
- La Primera Guerra Mundial, que esclata l'any 1914. La gran mortalitat entre els soldats russos, majoritàriament camperols i obrers, la fam i la misèria causen un gran descontentament intern, i tot això, sumat a les derrotes militars causen que l'any 1917, Rússia, es veu obligada a signar el Tractat de Brest-Litovsk que comporta grans pèrdues territorials en favor de l'Imperi Austrohongarès, l'Imperi Alemany i l'Imperi Otomà.
- La Revolució Russa de l'any 1917. És la revolució que acabarà amb el tsarisme i la dinastia Romànov. A més, desembocarà en la Guerra Civil Russa entre els anys 1917 i 1923 i que culminarà amb la derrota del bàndol tsarista i la victòria dels bolxevics, amb Lenin al capdavant i la instauració de l'URSS.

## Monarques
- Miquel I 1613-1645. Elegit tsar en assemblea va posar fi a una etapa d'inestabilitat a Rússia.
- Aleix I 1645-1676. Va mantenir i reforçar el caràcter absolutista de la monarquia russa.
- Teodor III 1676-1682. Va reformar el sistema fiscal i militar del país, però en va mantenir l'estructura d'estil feudal.
- Ivan V 1682-1696. Discapacitat mental, va corregnar amb el seu germà Pere I el Gran. Les seves decisions, en ser molt influïble, molts cops eren dominades per la seva germana Sofia Alekséievna.
- Pere I el Gran 1682-1725. Va modernitzar i eixamplar Rússia, fundador de Sant Petersburg.
- Caterina I 1725-1727. Vídua de Pere I el Gran, en va continuar l'obra. Primera tsarina, obre una etapa de governants femenines.
- Pere II 1727-1730. Mort amb quinze anys, amb ell es va extingir la línia successòria masculina.
- Anna I 1730-1740. Deixa entrar una gran influència alemanya dins la cort.
- Ivan VI 1740-1741. Proclamat tsar amb només uns mesos de vida, va perdre el títol després d'un cop d'estat.
- Elisabet I la Clement 1741-1762. Va impulsar de la cultura i de l'art i va reorganitzar el comerç interior. Dona molt luxuriosa i de caràcter autoritari.
- Pere III 1762. D'origen alemany, detestava tot allò rus. Va provar d'introduir l'estil i la moda prussiana a la cort i a l'exèrcit, i també va intentar fer-hi penetrar la fe luterana. A causa d'això es va guanyar l'enemistat de gran part de l'aristocràcia russa, que el va acabar assassinant.
- Caterina II la Gran 1762-1796. D'origen alemany. Va aconseguir expandir l'imperi a costa de terres poloneses i turques. Escriptora i autoproclamada filòsofa.
- Pau I 1796-1801. Altament agressiu i molt autoritari, va refermar l'absolutisme en contraposició a la Revolució Francesa. Va ser assassinat per nobles i militars a causa del seu autoritarisme.
- Alexandre I 1801-1825. Va afrontar la Invasió francesa de Rússia. Contradictori en la seva posició respecte a Napoleó. Gran defensor de l'absolutisme.
- Nicolau I 1825-1855. Conegut com a impulsor de la policia secreta. Va lluitar contra el liberalisme dins i fora de Rússia. Va reforçar els vincles amb la Santa Aliança. Va iniciar una tímida industrialització i els primers ferrocarrils.
- Alexandre II 1855-1881. Gran reformista. Va abolir la servitud i va iniciar un procés per convertir Rússia en una monarquia constitucional, cosa que no va aconseguir a causa del seu assassinat en un atemptat a Sant Petersburg. Va vendre Alaska als Estats Units.
- Alexandre III 1881-1894. És conegut per ser un altre gran defensor de l'absolutisme. Durant el seu regnat els conflictes socials van començar a augmentar dramàticament. També conegut pel seu antisemitisme.
- Nicolau II 1894-1917. L'últim Tsar de Rússia si no comptem Miquel II de Rússia. Inepte per governar, es va veure forçat durant tot el seu regnat. L'esclat de la Gran Guerra va desencadenar la Revolució Russa, que el va portar a l'assassinat en mans dels bolxevics.
- Miquel II 1917. Tsar per un dia a causa de l'abdicació del seu germà, Nicolau II, va renunciar al càrrec un dia després.